# Џеф Колби
Џефри Бродерик „Џеф” Колби је измишљени лик из АБЦ-ове сапунице ударног термина Династија који су створили Ричард и Естер Шапиро. Тумачио га је глумац Џон Џејмс, а лик Џефа Колбија је уведен у првој епизоди серије 1981. године и био је главни лик до шесте сезоне током које је прешао у огранак Колбијеви. Лик се вратио у Династију после укидања Колбијевих и остао је у њој до последње сезоне 1989. године. Џејмс је касније поново тумачио улогу у мини-серији Династија: На окупу 1991. године.
Од 2017. године у римејку Династије на каналу ЦВ, Џефа тумачи глумац Сем Ејдџок.

## Изворна серија
Џефова испрекидана љубавна веза са Фалон Карингтон трајала је током целе серије. Џеф и Фалон су се венчали почетком 1. сезоне, а развели у 3. Намеравали су да се поново венчају у 88. епизоди (током 4. сезоне), али је свадба одложена готово годину дана јер је Фалон нестала. На крају су се поново венчали у 1. сезони Колбијевих па поново развели у 8. сезони Династије. Иако су на кратко били у вези крајем 8. сезоне, помирили су се тек у мини-серији 1991. године. Пар је добио сина Блејка и ћерку Лорен током свог брака са заносима.
Часопис Људи је описао Џефа као Фалониног "вољеног, али невољеног" супруга 1982. године. У том чланку је Џејмс рекао за однос Џефа и Фалон: "Постоји неко привлачење код двоје људи који знају да нису једно за друго".

### Приче

#### 1. сезона
Џефа Колбија је подигао стриц Сесил у Денверу у Колораду. Мувао је своју другарицу из детињства Фалон Карингтон. Фалон је предложила да се венчају што су и урадили. Касније је Џеф открио да се Фалон удала за њега само зато што је Сесил обећао новчану подршку Блејковом друштву које је било у стисци. Џеф ју је онда обрукао када је пијан обзнанио те појединости у просторији пуној гостију на Сесиловом рођендану. Фалон је Џеф био симпатичан, али и даље није веровала да може да му узврати љубав.

#### 2. сезона
Кад је Фалонина маћеха Кристал рекла да је трудна, Фалон је одлучила да би и она и Џеф требало да имају дете. Међутим, Кристал је имала побачај у 22. епизоди. У следећој епизоди је Фалон открила да је трудна. Она је одлучила да побаци упркос Џефовим молитвама. Блејк је то открио и одјурио да је заустави − али кад је стигао открио је да она то није могла. Касније је Џеф имао прељубу са Клаудијом Блајзддел, али је открио да она шпијунира "Денвер−Карингтон" за Сесила. У 30. епизоди су Фалон и њена мајка Алексис имале удес. У болници је Фалон добила трудове пре времена и родила дечака. Фалон и Џеф су донели кући свог сина Блејка Карингтона Колбија званог "Мали Блејк". У неивесној завршници сезоне је Џеф открио да му је неко отео сина.

#### 3. сезона
Мали Блејк је враћен неповређен, али је Џеф сазнао да му је стриц Сесил умро када се оженио Фалонином мајком Алексис у последњем часу. Џеф је отишао да ради у друштву "Колби", али је Фалонин љубоморни брат Адам префарбао његову пословницу отровном бојом. После тога је Џефово понашање постало изузетно безобразно. Фалон је запослила Џозефову ћерку Кирби да буде дадиља њеном сину. Како се Фалон брак са Џефом распадао, она је постала свесна да се очигледно Кирби свиђа Џеф. Џефово понашање је постало још безобразније и насилније. Џеф је напао Фалон када ју је затекао у Марковој хотелској соби. Бесна и узнемирена, Фалон је одлучила да оконча брак. Упркос Блејковим просведима, она је одлетела на Хаити како би се развела у 52. епизоди. Фалон је наставила своју везу са Марком, а Џеф се оженио Кирби. У 51. епизоди је Алексис послала Џефа на одмор. Кад је схватио да ће Џеф да се опорави пошто неће удисати отровна испарења сваки дан, Адам је признао све Алексис. Алексис је наредила Адаму да прекречи Џефову пословницу. Адам је упозорио мајку да ће је ако га изда умешати у сплетку пошто је искористила Џефово ослабљено здравље да јој препише синовљеве деонице из "Денвер−Карингтона". Фалон је открила да је Џефово чудно понашање изазвала отровна боја − па је посумњала да ју је Адам подметнуо. Она је одлучила да то истражи и упозорила је Адама да ће га уништити ако је одговоран.

#### 4. сезона
У 71. епизоди је Џеф сазнао да Кирби носи Адамово дете. Убрзо после тога су се Џеф и Кирби развели. У 79. епизоди је Адам признао Џефу да је умешан у кречење отровном бојом и договорио се са њим да се не диже тужба. Џеф је невољно пристао. Фалон се помирила са Џефом па су решили да се поново венчају у 84. епизоди. У 88. епизоди је вече пред свадбу Фалон имала неколико несносних главобоља. Кад се није појавила пред олтаром, Џеф је отишао до њене собе да види шта се дешава, али је затекао само згужвану венчаницу у ћошку. Кроз прозор је видео таман како Фалонина кола брзо замичу у ноћи.

#### 5. сезона
Џеф је открио олупину Фалониних кола, али од ње ни трага ни гласа. Затим је пронашао камионџију који ју је одвезао до Портланда па је наставио да је тражи. Посумњао је да путује са Питером. У 91. епизоди је Џеф сазнао да је Питер погинуо када му се мали двомоторац срушио. Истражитељи су рекли Џефу да су и угљенисани остаци једне жене пронађени са њим. Џеф је отишао да препозна тело и препознао је Фалонин веренички прстен. Сломљеног срца, Џеф је направио испад на њеној сахрани. Џеф није био 100% уверен да је Фалон погинула. Док је пратио траг, он је упознао Ники Симпсон и оженио се њом. Када је сазнао да је она лагала и да уопште нису венчани, он ју је спремио и отерао. Џеф је започео везу са новинарком и фотографкињом леди Ешли Мичел. Он ју је запросио, али је она одбила. Док су били на свадби Аманде Карингтон у Молдавији, терористи су извели пуч у цркви током свадбе.

#### 6. сезона
Џеф је остао тужан када је сазнао да је Ешли погинула у пучу. Када се вратио у Денвер, Џефа је изненада посетила тетка Констанц. Она је одлучила да му да свој управни део предузећа "Колби" чија је сувласница са својим братом Џејсоном. Неком случајношћу је Блејк ушао у пословни договор са Џејсоном и позвао је Колбијеве да дођу из Калифорније у Денвер да то прославе. У 124. епизоди је Џеф остао запрепашћен када је угледао Фалон у дворишту пред кућом са својим братом од стрица Мајлсом.

#### 8. сезона
Џеф је пронашао напуштена Фалонина кола, а њу неколико километара даље. Фалон је била јако узнемирена и наваљивала је да се врате у Денвер. На крају се поверила Џефу да верује да ју је отео НЛО. Џефово неверовање је проузроковало раздор међу њима. Брак им се још више затегао када је открила да је Џеф изневерио њено поверење јер је рекао Блејку и њеној сестри од стрица Лесли то за НЛО. Када је Фалон открила да је Џеф спавао са Лесли, они су се поново развели. Џеф је онда почео да се забавља са Семи Џо и запросио ју је. Он и Фалон су потом имали једну ноћ. Сутрадан је Семи Џо дошла у његов стан како би пристала да се уда, а није знала да се Фалон крије у његовој спаваћој соби.

#### 9. сезона
Џеф и Семи Со су раскинули. Једно тело је пронађену на дну језера на имању Карингтонових. Фалон је почела да се забавља са Џоном Зорелијем, полицијским службеником који ради на случају − на Блејково и Џефово незадовољство. За тело је испало да припада Роџеру Грајмсу, човеку са којим је Алексис имала прељубу после чега се развела од Блејка. Он је мртав 20 година, али је хладна вода језера очувала тело. На крају је откривено да га је убила Фалон када је имала 8 година јер је тукао Алексис, а Блејков отац Том је сакрио тело у руднику под језером како би заштитио Фалон. Стаје је улсожњено тиме што је рудник пун украденог нацистичког блага које је такође сакрио Том. Роџерово тело је померио са места на ком је било неко ко је дошао да тражи благо. Џеф и његова сестра од тетке Моника су се зближили када се она преселила у Денвер. Када је Адам направио слику да изгледа као да су у родоскрвној вези, Џеф га је напао. Алексис их је заткела у тучи и рекла да Моника није Џефу сестра од стрица. У последњој епизоди серије, Блејк је открио да капетан полиције који води случај Роџера Грајмса стоји иза потраге за благом. Он и Џеф су покушали да му изнуде признање, али је капетан потегао пиштољ и обојицу их ранио. Блејк је остао да лежи у локви крви.

#### На окупу
Три године касније, у филму окупљања Династије, Блејк је пуштен из затвора јер је ослобођен да је убио капетана Хендлера. Џеф је помогао Блејку да поврати управљање над "Денвер−Карингтоном" од међународног конзорцијума. У међувремену, Фалон живи у Калифорнији са Мајлсом. Међутим, одлучила је да га поново напусти и помири се са Џефом.

## Римејк
Пробна епизода римејка Династије за канал ЦВ је најављена у септембру 2016. године, а Сем Ејдџок је изабран да игра Џефа у мају 2017. године. Нова серија је премијерно почела на ЦВ-у 11. октобра 2017. године.
Џеф је један од ликова црнаца у римејку. Недељна забава је описала поново израђеног лика као "ново-обогаћеног техничара кога са пригрљеном нежношћу игра Сем Ејдџок"." Колби су ново-обогаћени, а извршна продуценткиња Сали Патрик је рекла да ће постављање њих као конкуренцију Карингтоновима помоћи серији да истраже родне, сталежне и полне тешкоће.

## Колбијеви

### 1. сезона
Џеф је одлучио да се одсели у Калифорнију. Он је био тамо када је Мајлс стигао са својом невестом "Рендал Адамс". Џеф се запрепастио када је нашао Фалон живу и са губитком памћења. Породица је одлучила да пусти да се Фалон сећање само врати − па јој нико није говорио ко је. Џеф је ипак покушао да је сети тако што јој је довео сина. Фалон се сећање вратило кад је видела Адама у 5. епизоди серије Колбијеви. У хистеричном нападу га је оптужила да ју је силовао када је требало да се уда за Џефа. Пошто се никад није потпуно опоравила од тога што је замало општила са њим када га је упознала као "Мајкла", то запрепашћење је помешано са њеним главобољама довело до губитка памћења. Џеф се такође поново видео са мајком Фрачнеском коју дуго није видео и која од раније зна Џејсона. И Мајлс и Џеф су се отворено борили за Фалонину љубав. Фалон и Џеф су се зближили што је узнемирило Мајлса. Фалон и Џеф су се посвађали током болести сина у 13. епизоди. Кад се М.Б. опоравио, Џеф је поново запросио Фалон па су се у 18. епизоди поново венчали у вили Колбијевих, а Блејк, Доминик и Стивен су били присутни. Џеф је ухапшен због сумње да је убио једног Џејсоновог пословног сарадника, али је касније доказано да је невин. На крају 1. сезоне (у 24. епизоди) је Фалон рекла Џефу да је трудна.

### 2. сезона
У другој сезони Колбијевих, Мајлс се оженио новинарком Чејнинг Картер која је убрзо постала љубоморна јер он и даље брине због Фалон. Чејнинг је открила да је он можда отац Фалониног детета па је то рекла породици што ју је још више поделило. Мајлс је онда рекао да ће се ако је отац борити за старатељство над дететом. После свађе са Чејнинг је Фалон пала низ степенице и добила трудове пре времена у 41. епизоди. Девојчица је преживела и испало је да је Џефова ћерка на велику радост. Кад су се Франки и Џејсон спремали за свадбу, породица је остала запрепашћена када је открила да је Џефов давно-изгубљени отац Филип жив. Пошто је био проглашен за погинулог у акцији у Вијетнаму одавно, он је објаснио да је остао у иностранству јер је открио да му жена носи туђе дете. Џеф је остао потресен када је открио да му је отац Џејсон, а не Филип. У последњој епизоди Колбијевих, Филип је хтео да отме Франки. Џејсон и Џеф су их јурили хеликоптером па су Филипова кола имала удес. Франки је била теже повређена, а Филип је нестао. Џеф је бесно рекао Џејсону да му никад неће опростити ако Франки умре.